# ديب سبيس 1
ديب سبيس 1 (دي إس 1) مركبة فضائية لعرض تقنية ناسا حلقت بالقرب من كويكب ومذنب.  كانت جزءً من برنامج الألفية الجديدة، المخصص لاختبار التقنيات المتقدمة.
أُطلقت ديب سبيس 1 في 24 أكتوبر عام 1998، وقامت بالتحليق بقرب الكويكب 9969 برايل الذي كان هدفها العلمي الأساسي. مُددت المهمة مرتين من أجل أن تلتقي بالمذنب 19بّي/بورلي، وللقيام بالمزيد من الاختبارات الهندسية. أدت المشاكل خلال مراحلها الأولية وفي متتبعها النجمي إلى تغييرات متكررة في تكوين المهمة. بينما كان التحليق بالقرب من الكويكب نجاحًا جزئيًا فقط، حصلت المركبة من خلال التقائها مع المذنب على معلومات قيمة. توجّب على ثلاثة تقنيات من أصل اثني عشر موجودة على متن المركبة العمل خلال دقائق الانفصال القليلة عن الصاروخ الحامل من أجل استمرار المهمة.
استمرت سلسلة ديب سبيس من خلال المسبارين ديب سبيس 2، الذين أُطلقا في يناير عام 1999 على متن مارس بولار لاندر «مركبة الهبوط على قطب المريخ»، التي كانت تهدف إلى الهبوط على سطح المريخ (على الرغم من فقدان الاتصال معها وفشل المهمة). كانت ديب سبيس 1 مركبة ناسا الفضائية الأولى التي تستخدم الدفع الأيوني عوضًا عن الصواريخ التقليدية العاملة بالطاقة الكيميائية.

## التقنيات
كان الغرض من ديب سبيس 1 تطوير التقنيات والتحقق منها من أجل المهمات المستقبلية، اختُبرت اثنا عشر تقنية هي:
1. الدفع الكهربائي الشمسي
2. مصفوفات المُركِّز الشمسي
3. البنى متعددة الوظائف
4. الكاميرا المدمجة المُصغرة ومطياف التصوير
5. المطياف الإلكتروني والأيوني
6. المرسل المستجيب الصغير في الفضاء السحيق
7. مُضخم الطاقة لنطاق كا ذات الحالة الصلبة
8. عمليات مراقب المنارة
9. وكيل تلقائي بعيد
10. إلكترونيات منخفضة الطاقة
11. وحدة تشغيل الطاقة وتحويلها
12. الملاحة التلقائية

### أوتوناف (الملاحة التلقائية)
يلتقط نظام الملاحة التلقائي الذي طوّرة مختبر الدفع النفاث التابع لناسا الصور للكويكبات البراقة المعروفة. تتحرك الكويكبات في النظام الشمسي الداخلي بالارتباط مع أجسام أخرى بسرعة يمكن ملاحظتها والتنبؤ بها. لذلك تستطيع المركبة الفضائية تحديد موقعها النسبي عن طريق تتبع مثل هذه الكويكبات في الخلفية النجمية، التي تظهر ثابتة خلال هذه المقاييس الزمنية. تستطيع المركبة الفضائية تحديد موقعها عن طريق كويكبين أو أكثر وذلك عن طريق عملية التثليث. تستطيع المركبة تحديد مسارها عن طريق موقعين لها أو أكثر خلال زمن معين. يجري تتبع المركبات الفضائية الحالية عن طريق تفاعلها مع أجهزة إرسال شبكة ناسا لمراقبة الفضاء العميق (دي إس إن)، وذلك بتأثير نظام تحديد المواقع العالمي (جي بي إس) العكسي. يتطلب التتبع عن طريق دي إس إن العديد من العاملين المهرة، بالإضافة إلى الثقل المُلقى على دي إس إن نتيجة استخدامه بمثابة شبكة اتصالات. يقلل استخدام أوتوناف كلفة المهمة والحاجة إلى دي إس إن.
يمكن استخدام نظام أوتوناف بشكل عكسي، من خلال تتبع مواقع الأجسام بالنسبة للمركبة الفضائية. يُستخدم هذا النظام للحصول على أهداف من أجل الأجهزة العلمية. إن المركبة الفضائية مُبرمجة لتحديد الموقع التقريبي للهدف. يبقي نظام أوتوناف الهدف بعد الحصول عليه في الصورة، حتى أنه يسيطر على التحكم في وضعية المركبة الفضائية. كانت المركبة التالية التي استخدمت أوتوناف هي ديب إمباكت.

### المصفوفة الشمسية المركزة
أُنتجت الطاقة الأولية للمهمة عن طريق تقنية المصفوفة الشمسية الجديدة، والتي تتمثل في مصفوفة المُركِّز الشمسي بتقنية العنصر الخطي الكاسر (واختصارًا سكارليت)، والتي تستخدم عدسات فرينل الخطية المصنوعة من السيليكون لتركيز ضوء الشمس على الخلايا الشمسية. طوّرت الشركة الهندسية إيه بي إل إي تقنية المُركِّز وبنت المصفوفة الشمسية الخاصة بمركبة ديب سبيس 1، رفقة شركة إي إن تيك التي زوّدت ببصريات فرينل، بالإضافة إلى مركز غلين للأبحاث التابع لناسا. كان هذا النشاط برعاية منظمة الدفاع الصاروخي البالستي. دُمجت تقنية العدسات المُركزة مع الخلايا الشمسية ثنائية التوصيل، والتي قدمت أداءً أفضل بكثير من الخلايا الشمسية المصنوعة من زرنيخيد الغاليوم التي كانت أحدث تقنية في وقت إطلاق المهمة.
ولَّدت مصفوفات سكارليت 2.5 كيلو وات لكل وحدة فلكية، والتي تميزت بحجم ووزن أقل من المصفوفات التقليدية.

### المحرك الأيوني الخاص بتطبيق تكنولوجيا الطاقة الشمسية لوكالة ناسا
على الرغم من تطوير ناسا للمحركات الأيونية منذ أواخر خمسينيات القرن العشرين، إلّا أن هذه التقنية لم تظهر في رحلات المركبات الفضائية الأمريكية، باستثناء مهمات إس إي أر تي في أواخر ستينيات القرن العشرين، على الرغم من استخدام المئات من المحركات التي تعمل بتأثير هول في المركبات الفضائية السوفييتية والروسية. عنى هذا النقص في تاريخ الأداء في الفضاء أنه على الرغم من التوفر المحتمل للمادة الدافعة، إلّا أنّ هذه التقنية اعتُبرت تجريبية إلى حد كبير بشكل لم تُستخدم فيه في المهمات عالية الكلفة. بالإضافة إلى ذلك، كان من الممكن أن تتعارض التأثيرات الجانبية غير المتوقعة للدفع الأيوني بطريقة ما مع التجارب العلمية النموذجية، مثل قياسات الحقول والجسيمات. لذلك كانت المهمة الرئيسية لمركبة ديب سبيس 1 إظهار استخدام المحركات الأيونية طويل الأمد في مهمة علمية.
جرى تطوير المحرك الأيوني الكهروستاتيكي الخاص بتطبيق تكنولوجيا الطاقة الشمسية لوكالة ناسا (إن ستار) في مركز غلين للأبحاث التابع لناسا، وقد حقق اندفاعًا نوعيًا بين 1000-3000 ثانية. كان هذا الاندفاع النوعي أكبر من الاندفاع الناتج عن طرق الدفع الفضائية التقليدية، مما ساهم في بتوفير في الكتلة حتى النصف تقريبًا، وأدى ذلك إلى جعل مركبات الإطلاق أقل تكلفة بكثير. على الرغم من إنتاج المحرك لـ92 ميلي نيوتن فقط (0.33 أونصة ثقلية) من قوة الدفع في أقصى طاقة (2100 وات لمركبة دي إس1)، إلّا أنّ المركبة وصلت لسرعات عالية لأنّ قوة الدفع الناتجة عن المحركات الأيونية تستمر لفترات طويلة.
كانت المركبة التالية التي استخدمت محركات إن ستار هي داون، التي زُوِّدت بثلاثة وحدات إضافية.

### وكيل بعيد
إنّ الوكيل البعيد (راكس) عبارة عن برمجية ذكية للإصلاح الذاتي عن بعد، جرى تطويره في مركز غلين للأبحاث ومختبر الدفع النفاث التابعين لناسا، وكان أوّل نظام تحكم يعمل بالذكاء الاصطناعي إذ يتحكم بالمركبة الفضائية من دون إشراف بشري. أثبت الوكيل البعيد بنجاح قدرته على تخطيط الأنشطة على متن المركبة، والتشخيص والاستجابة بشكل صحيح للأخطاء المُحاكاة في أجزاء المركبة الفضائية من خلال بيئته المدمجة أر إي بّي إل. سيُمكن التحكم التلقائي المركبات الفضائية المستقبلية من العمل على مسافات أبعد من الأرض، وسيكون قادرًا على القيام بنشاطات جمع العلوم في الفضاء السحيق بشكل أكثر تطورًا. استُخدمت أجزاء برمجية الوكيل البعيد لتقديم الدعم لمهمات ناسا الأخرى. كانت الأجزاء الأساسية في الوكيل البعيد هو المُخطِّط المتين (إيروبّا)، ونظام تنفيذ الخطط (إي إكس إي س)، ونظام التشخيص المُعتمد على النماذج (ليفينغ ستون). استُخدم إيروبّا في المُخطِّط الأرضي الخاص بروفرات المريخ الاستكشافية. استُخدم أيروبّا 2 في دعم مركبة الهبوط على المريخ فينيكس وفي مارس ساينس لابوراتوري. حلّق ليفينغ ستون2 بمثابة اختبار على متن بعثة مراقبة الأرض ومقاتلة إف/إيه-18 هورنت من مركز أبحاث الطيران نيل إيه أرمسترونغ التابع لناسا.